# Gansesjön
Gansesjön är en sjö i Hudiksvalls kommun i Hälsingland och ingår i Harmångersån-Delångersåns kustområde. Sjön har en area på 1,3 kvadratkilometer och ligger 49 meter över havet. Sjön avvattnas av vattendraget Sunnån (Viaån).

## Delavrinningsområde
Gansesjön ingår i det delavrinningsområde (685771-156910) som SMHI kallar för Utloppet av Gansesjön. Medelhöjden är 75 meter över havet och ytan är 4,54 kvadratkilometer. Räknas de 12 avrinningsområdena uppströms in blir den ackumulerade arean 47,92 kvadratkilometer. Avrinningsområdets utflöde Sunnån (Viaån) mynnar i havet. Avrinningsområdet består mestadels av skog (67 procent). Avrinningsområdet har 1,29 kvadratkilometer vattenytor vilket ger det en sjöprocent på 28,5 procent.